# Marktkirche St. Bonifacii (Bad Langensalza)

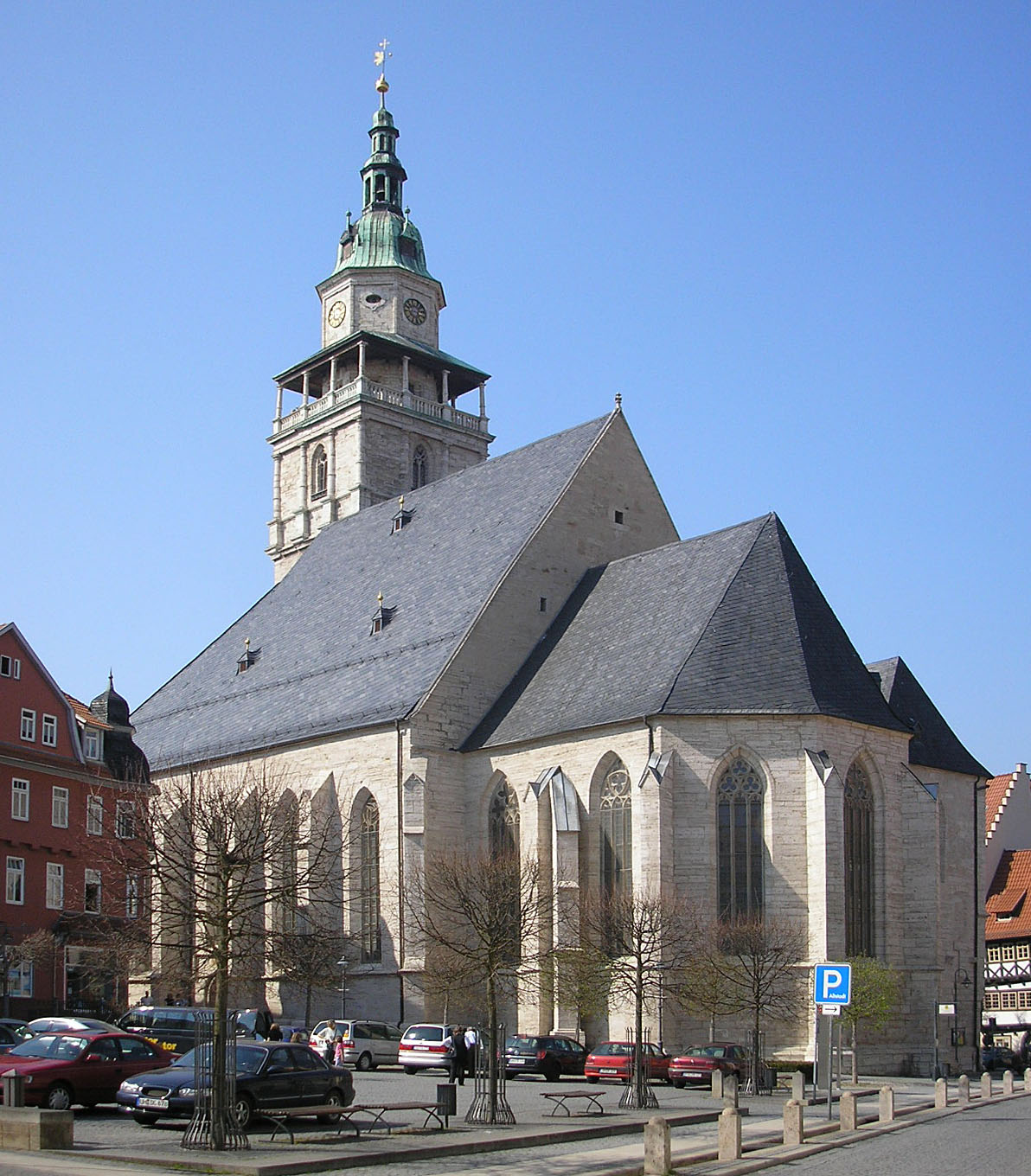
Gesamtansicht

Die Marktkirche St. Bonifacii ist die evangelische Hauptkirche der Stadt Bad Langensalza und wurde in mehreren Bauphasen von Mitte des 13. bis Ende des 16. Jahrhunderts im Stil der Gotik erbaut und erweitert. Sie gehört zur Kirchengemeinde Bad Langensalza im Kirchenkreis Mühlhausen der Evangelischen Kirche in Mitteldeutschland.

## Geschichte
St. Bonifacii liegt innerhalb der ersten errichteten Stadtmauer, neben den heutigen Töpfermarkt, dem früheren Kirchfriedhof der Stadt Langensalza. Die erste urkundliche Nennung des heutigen Baus erfolgte in einer Urkunde vom 20. August 1272, jedoch wird bereits 1229 eine Kapelle erwähnt.
Für 1340 ist bereits eine Lagerung von Steinen zum Weiterbau der Kirche bezeugt, unterbrochen wurde dieser jedoch bereits 1346 durch Stadtbrand und Belagerung und 1348 durch die in der Stadt wütende Pest. Im Jahre 1356 überließen Erzbischof Gerlach von Mainz und Landgraf Friedrich II. das Patronatsrecht der Kirche dem Kloster des Ordens der „Poenitentes sorores Beatae Mariae Magdalenae“ („Reuige Schwestern der Seligen Maria Magdalena“). Diese Magdalenerinnen wurden wegen ihres weißen Habits auch „Weißfrauen“ genannt, und das Kloster wurde auch als „Weißfrauenkloster“ bezeichnet.

## Bauwerk
Die Marktkirche ist eine spätgotische dreischiffige Hallenkirche, welche in mehreren Bauphasen erbaut und erweitert wurde. Aus diesem Grund besteht sie aus vielen sich deutlich voneinander abhebenden Teilen. Dies ist beispielsweise im Nordosten am dreiseitig-polygonal gebrochenen Chor der Kirche sichtbar sowie am Langhaus und am zweigeschossigen Anbau aus Taufkapelle und Nonnenempore. Im Inneren zeigt sich der heterogene Bau z. B. an der Decke. Frühgotische Pfeiler tragen dort eine Überwölbung, deren Rautengewölbe im Mittelschiff der Bauweise des 15. Jahrhunderts entsprechen, während die beiden Seitenschiffe blumenartige Konfigurationen des 16. Jahrhunderts besitzen.
Eine Besonderheit ist die Einzeigeruhr am Turm, die dort im Jahre 1612 von Volkmar König aus Greußen für 120 Gulden eingebaut wurde. Die dem Marktkirchenturm im 19. Jahrhundert zugeschriebene Höhe von 81 m hielt einer Nachmessung nicht stand. Nach neuesten Erkenntnissen misst der Turm der Marktkirche, je nach Messverfahren, 72, 49 oder 73,6 Meter. Er bleibt damit einer der höchsten Kirchtürme in Thüringen. Ursprünglich wurde die Kirche mit zwei Kirchtürmen geplant. Dies ist gut daran zu erkennen, dass der eine existierende Turm in der Achse des Kirchenschiffs nicht zentral, sondern verschoben steht. Der Bau des zweiten Kirchturms musste aufgegeben werden, da durch den Rückgang des Waidhandels der Stadt Bad Langensalza die finanziellen Mittel knapp wurden.

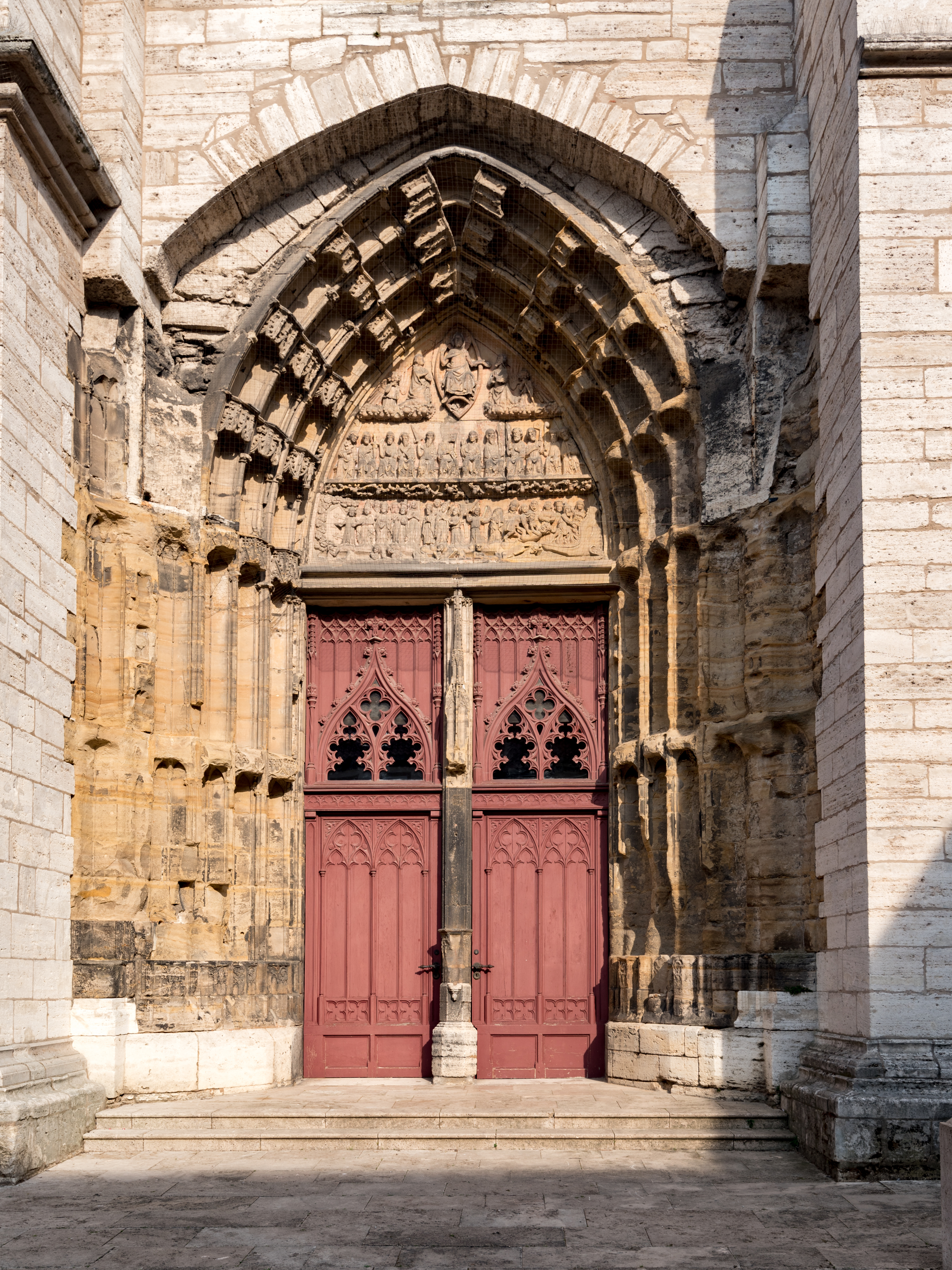
Das Westportal

Das spitzbogige, aus Sandstein gefertigte Westportal bildet den Haupteingang der Kirche. Es zeigt dem Besucher als mahnendes Bildmotiv das Gottesgericht. Das Nordportal wurde von der Parlerschule aus Prag gestaltet und stellt die Kreuzigungsszene dar. Am mittleren Pfeiler des Portals ist die Figur des heiligen Bonifatius angebracht. Auf den seitlichen Konsolen sind die Apostel Petrus und Paulus zu sehen. Die früher übliche Farbfassung der Portale, Figuren und Innenwände ging in späterer Zeit verloren. 
Die sich im Nordosten der Kirche, über der Sakristei und Taufkapelle befindende Nonnenempore war durch einen Gang direkt mit dem Weißfrauenkloster verbunden, davon zeugen noch heute ein zugemauerter Torbogen und drei Konsolsteine an der östlichen Außenwand in etwa 5 Metern Höhe. Die Kassettendecke sowie die sich in der Nonnenempore befindlichen Malereien stammen aus dem 16. Jahrhundert. Die Malereien, erst Anfang des 20. Jahrhunderts wieder freigelegt, befinden sich secco und fresco (trocken/feucht) direkt auf der Wand bzw. an der Holzverkleidung der Treppe. Sie zeigen u. a. an der Nordwand die Heilige Sippe, die Kreuzigung und die Auferstehung sowie an der Ostwand, über dem jetzt vermauerten Zugang zum Kloster, die Himmelfahrt Mariens.
Die 1519 errichtete, aus 70 Feldern bestehende Kassettendecke zeigt u. a. im Feld 6 (im Osten des Raumes) das Wappen der Stadt Langensalza, in Feld 39 das Agnus Dei, in Feld 40 das Wappen der Familie von Salza, in Feld 30 den hl. Bonifatius und in Feld Nummer 27 die Buchstaben „h.k.“ für Heinrich Keting, Pfarrer der Kirche und erster Probst des Weißfrauenklosters.
Im Sommer 2021 stellte ein Gutachter gravierende statische Mängel an den beiden Laternen des Turmes fest. Zudem erreichte die Neigung der Doppellaterne eine kritische Marke und aus statischen Gründen wurden zunächst der Turmknopf und der Wetterhahn abgenommen.

## Ausstattung

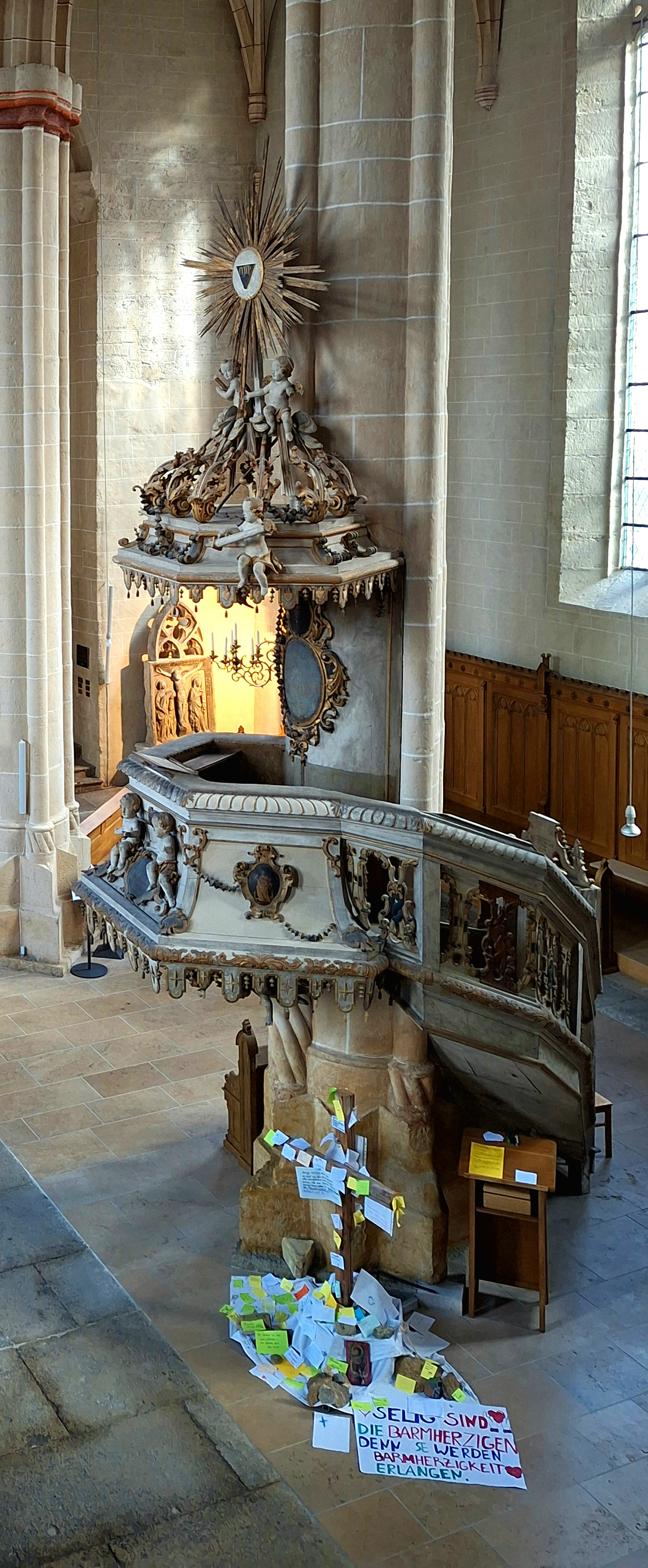
Kanzel aus dem Jahre 1734

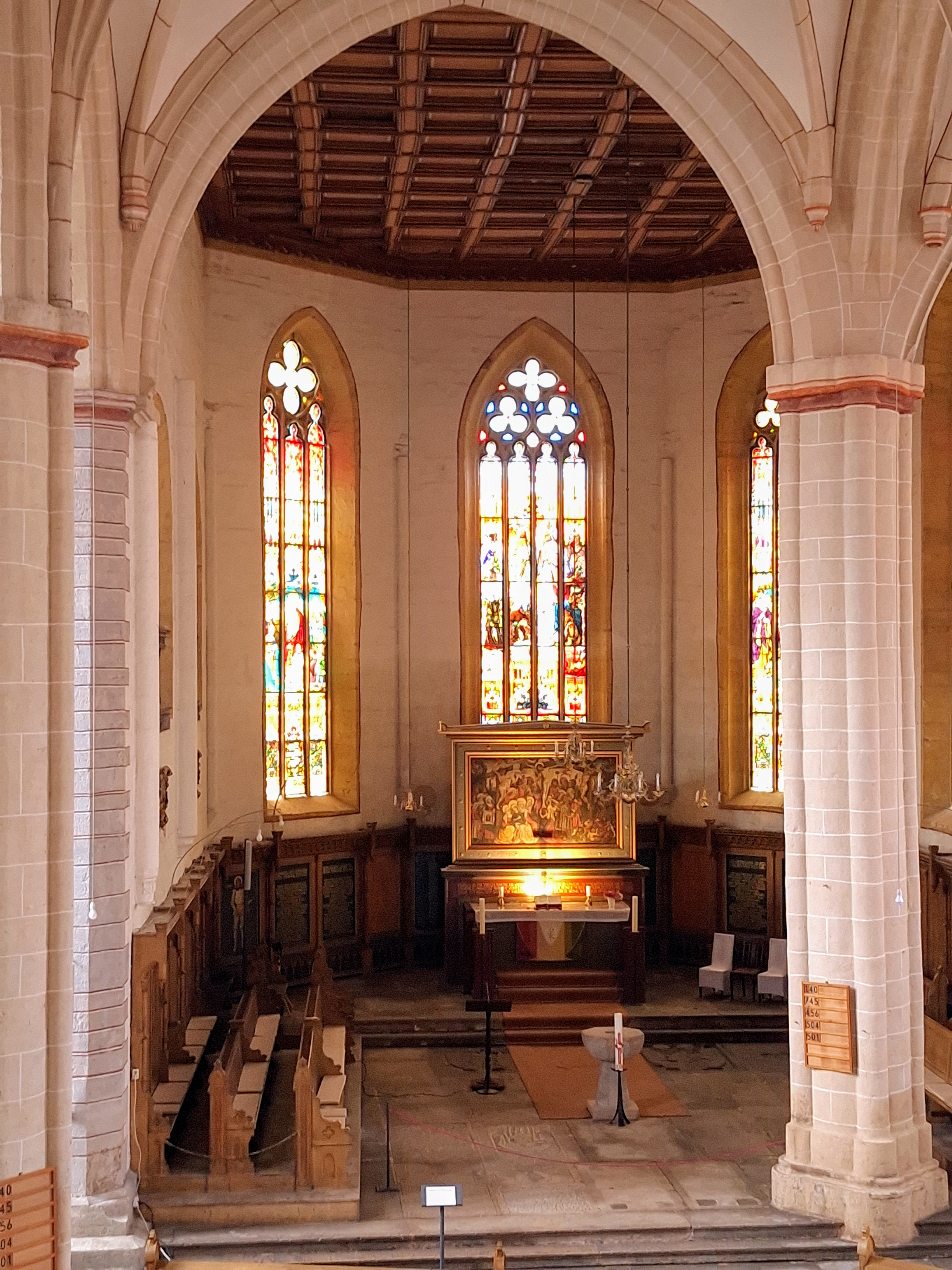
Chor der Marktkirche

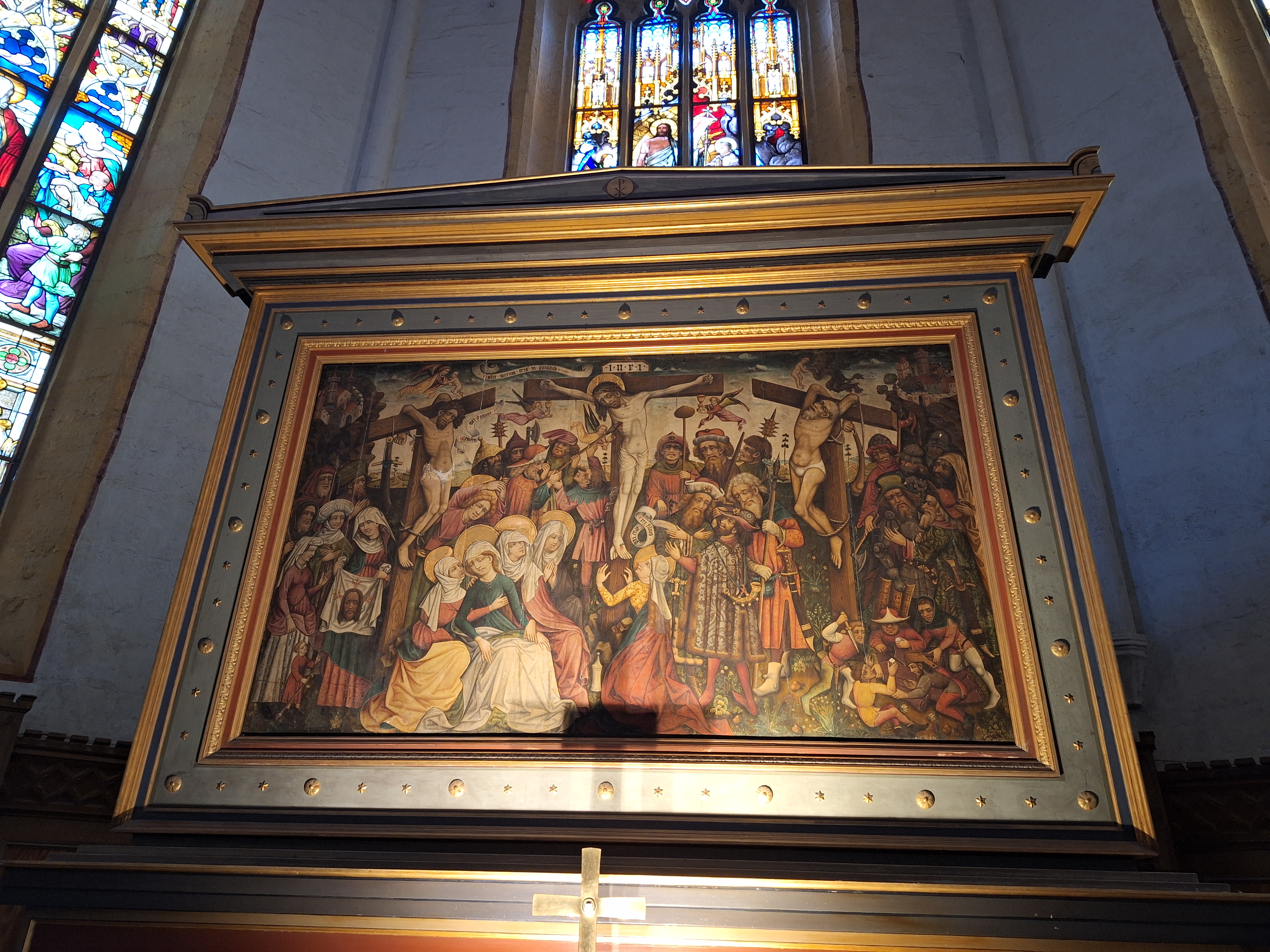
Altarbild der Marktkirche eines unbekannten Erfurter Meisters, um 1490

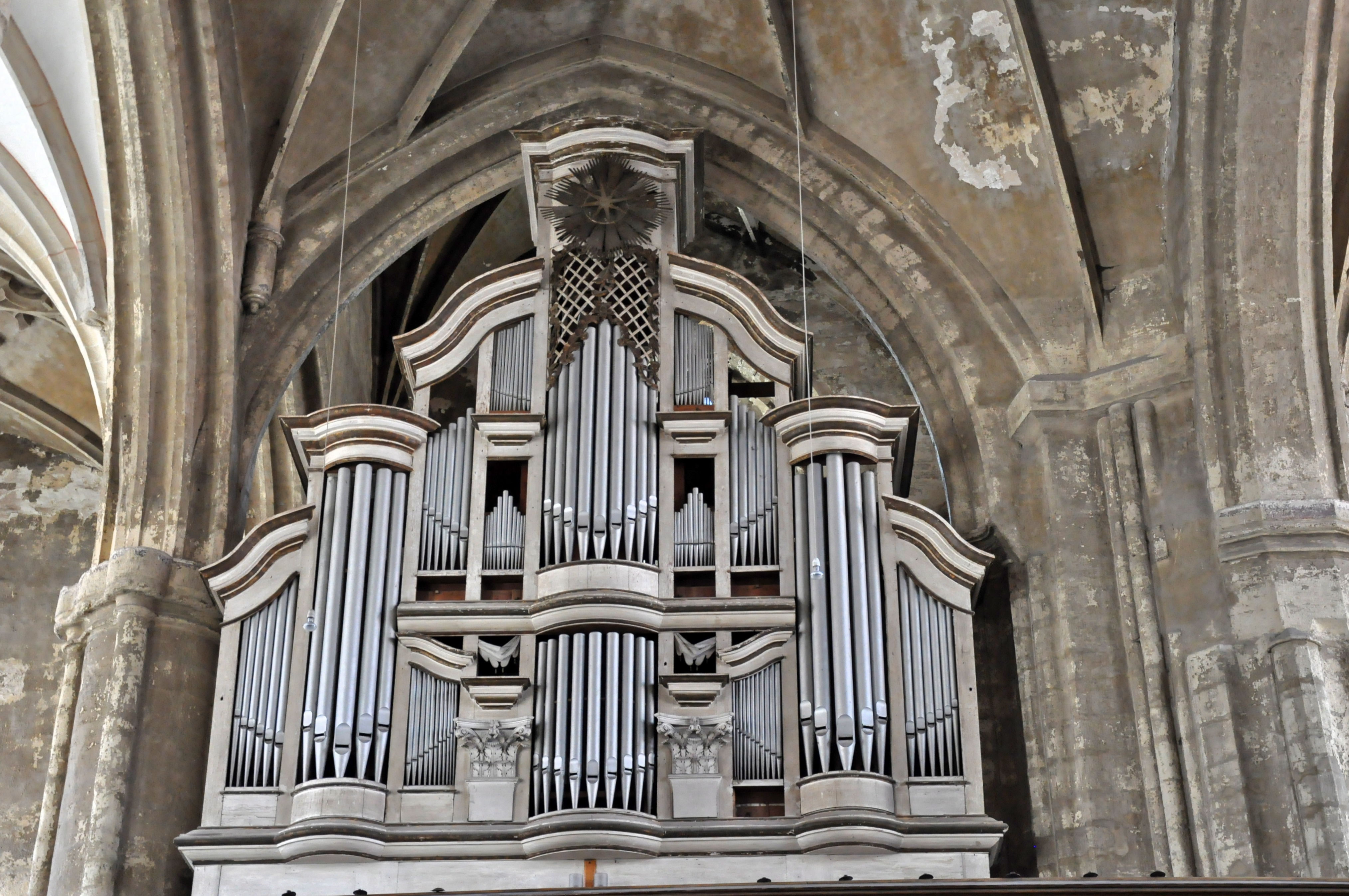
Orgel

- Die barocke Kanzel im Mittelschiff ist ein Geschenk der Langensalzaer Familie Pfaff (Caspar und Tobias Pfaff (1660–1737/1651–1725)) aus dem Jahr 1734. Sie wurde 1732 bis 1734 von Paul Anton Grass [Paolo Antonio Grassi] (Bildhauer) und Christoph Zacharias Bechstedt (Schreiner) erbaut. Gefasst wurde sie durch F. P. Stechenelli und neu gefasst 1741 von Ernst Gottlieb Koch. Die Hexagonform des Kanzelkorbes entwickelt sich aus den Verzierungen der Pfeilerbasis. Den Abschluss der Kanzel bildet der ebenfalls sechseckige Schalldeckel.
- Der schlichte Aufbau des Altars stammt aus dem Jahre 1920. Das Altarbild, eine Kreuzigungsszene darstellend, wurde vermutlich zwischen 1486 und 1490 von einem Erfurter Meister in der Tradition des Konrad von Soest hergestellt. Es befand sich zuerst in der Hospitalskapelle von St. Georgi (heute: Alleestraße) und danach im Paradies (Vorhalle) der Marktkirche, bis es 1920 als Altarbild Verwendung fand.
- Der Chor besitzt neben dem Altar eine 1561 erbaute Kassettendecke, eine neogotische Wandverkleidung mit Gestühl, ein Denkmal für die im Ersten Weltkrieg gefallenen Kirchenmitglieder sowie diverse in den Boden eingelassene Grabplatten. An der Südseite des Altarraumes befindet sich ein Bildnis des Tobias Kühnhardt (1631–1716), Diakon von 1670 bis 1676 und Archdiakon von 1676 bis 1716.
- 1535 ist eine erste Orgel in der Marktkirche schriftlich bezeugt. 1606 ist eine erste Renovierung dieser Orgel belegt, dieser folgen diverse weitere Reparaturen (1615–45). Im Jahre 1653 wurde eine komplett neue Orgel eingebaut von Jost Schäffer aus Kirchheilingen für 480 Thaler (1713 Reparaturen bezeugt), diese wurde erneuert 1796/99 durch Georg Christoph Heidenreich aus Tennstedt für 2200 Thaler. Im Jahre 1860/61 fand ein erneuter Umbau durch Friedrich Erdmann Petersilie statt. 1906 wurde ein neuer Magazinbalg mit elektrischer Windversorgung durch Otto Petersilie eingebaut.
- Ursprünglich befanden sich vier Glocken mit den Durchmessern von 1,88 m, 1,66 m, 1,14 m und 0,56 m in der Kirche. Erhalten haben sich hiervon zwei: Die „Messglocke“ mit dem Schlagton gis wurde 1564 von Eckehart Kuchgen/Kuchen aus Erfurt gegossen. Sie trägt die Inschrift „IN NOMINE DIE PATRIS ET FILLI  ET SPIRITUS SANCTI IN TEMPLO AUGUSTIN“. Die „Bierglocke“ mit dem Schlagton fis aus dem Jahre 1504 trägt die Inschrift „Maria heis ich, in sant anna er leut ich, heinrich ciegler gos mich, in ior M. VC. III“. Die anderen beiden Glocken – die „Vesperglocke“ (1564) und das „Pimperglöckchen“ (1739) – wurden im Ersten bzw. Zweiten Weltkrieg eingeschmolzen.
- Fünf große spitzbogige Maßwerkfenster mit Verglasung wurden von der Langensalzaer Fabrikantenfamilie Weiss gestiftet:[4]
  - Das Chorscheitelfenster wurde laut Inschrift von Wenzel Schwarz entworfen und von der Werkstatt Robert Fischer (Dresden) im Jahre 1891 ausgeführt.
  - Das Glasmalereifenster der Bergpredigt sowie zwei weitere gestiftete Glasmalereifenster wurden 1910 in der Werkstatt Wilhelm Franke Naumburg angefertigt.

Die Kirche ist ein bedeutendes Baudenkmal der Stadt Bad Langensalza. Die letzte Sanierung wurde 1994 mit Unterstützung der Deutschen Stiftung Denkmalschutz begonnen.

## Verein Marktkirche St. Bonifacii e. V.
Der Verein Marktkirche St. Bonifacii e. V. Bad Langensalza wurde im Juli 1993 gegründet. Er setzt sich für die Sanierung und Renovierung der Marktkirche ein und sammelt dafür Spenden. Dadurch konnten wesentliche Bau- und Sanierungsvorhaben verwirklicht werden.
Ein weiterer Schwerpunkt des Vereins ist die Offenhaltung der Kirche im Rahmen der Initiative „Offene Kirche“. Die Mitglieder des Vereins und weitere ehrenamtliche Helfer ermöglichen, dass die Marktkirche in den Monaten Mai bis Oktober verlässlich geöffnet ist, und zwar Montag bis Sonntag von 14 Uhr bis 16 Uhr und darüber hinaus nach Vereinbarung.